# Sancho Gracia
Félix Ángel Sancho Gracia (Madrid, 27 settembre 1936 – Madrid, 8 agosto 2012) è stato un attore spagnolo.

## Vita privata
Sposatosi con Noelia Aguirre nel 1969, ha avuto tre figli tra cui l'attore Rodolfo Sancho.

## Filmografia parziale

### Cinema
- Quella terribile notte (L'autre femme), regia di François Villiers (1964)
- Il giuramento di Zorro (El Zorro cabalga otra vez), regia di Ricardo Blasco (1964)
- El Cjorro (Savage Pampas), regia di Hugo Fregonese (1965)
- Lo sceriffo che non spara, regia di Renato Polselli (1965)
- Operazione poker, regia di Osvaldo Civirani (1965)
- La ciudad no es para mí, regia di Pedro Lazaga (1966)
- Per il gusto di uccidere, regia di Tonino Valerii (1966)
- Se sei vivo spara, regia di Giulio Questi (1967)
- Dieci cubetti di ghiaccio (Run Like a Thief), regia di Bernard Glasser (1967)
- Le false vergini (La casa de las mil muñecas), regia di Jeremy Summers (1967)
- Le pistole dei magnifici sette (Guns of the Magnificent Seven), regia di Paul Wendkos (1969)
- Ordine delle SS: eliminate Borman! (El último día de la guerra), regia di Juan Antonio Bardem (1970)
- Pioggia in un'estate arida (Rain for a Dusty Summer), regia di Arthur Lubin (1971)
- All'ombra delle piramidi (Antony and Cleopatra), regia di Charlton Heston (1972)
- Il richiamo della foresta (The Call of the Wild), regia di Ken Annakin (1972)
- Deviazione (El espectro del terror), regia di José María Elorrieta (1973)
- Dick Turpin, regia di Fernando Merino (1974)
- La hora bruja, regia di Jaime de Armiñán (1985)
- Martín (Hache), regia di Adolfo Aristarain (1997)
- Lo sguardo dell'altro (La mirada del otro), regia di Vicente Aranda (1998)
- Muertos de risa, regia di Álex de la Iglesia (1999)
- Inferno, regia di Joaquim Leitão (1999)
- La comunidad - Intrigo all'ultimo piano (La comunidad), regia di Álex de la Iglesia (2000)
- Il crimine di padre Amaro (El crimen del padre Amaro), regia di Carlos Carrera (2002)
- Box 507 (La caja 507), regia di Enrique Urbizu (2002)
- El robo más grande jamás contado, regia di Daniel Monzón (2002)
- 800 balas, regia di Álex de la Iglesia (2002)
- El oro de Moscú, regia di Jesús Bonilla (2003)
- Los mánagers, regia di Fernando Guillén Cuervo (2006)
- Ballata dell'odio e dell'amore (Balada triste de trompeta), regia di Álex de la Iglesia (2010)
- Entrelobos, regia di Gerardo Olivares (2010)

### Televisione
- Honeymoon with a Stranger - film TV (1969)
- Teatro de siempre - serie TV, 6 episodi (1967-1970)
- Novela - serie TV, 22 episodi (1964-1972)
- Paco il camionista (Los camioneros) - serie TV, 13 episodi (1973-1974)
- Curro Jiménez - serie TV, 40 episodi (1976-1978)
- La máscara negra - serie TV, 11 episodi (1982)
- Los desastres de la guerra - miniserie TV, 6 episodi (1983)
- La zia di Frankenstein (Teta) - serie TV, 2 episodi (1987)
- Tango - serie TV, 8 episodi (1992)
- Amor de papel - serie TV, 166 episodi (1993)
- Curro Jiménez: El regreso de una leyenda - serie TV, 12 episodi (1995)
- La virtud del asesino - serie TV, 13 episodi (1998)
- Estudio 1 - serie TV, 19 episodi (1965-2001)
- Film per non dormire: La stanza del bambino (Películas para no dormir: La habitación del niño) - film TV (2006)
- La dársena de poniente - serie TV, 18 episodi (2006-2007)
- U.C.O. - serie TV, 11 episodi (2009)